# Mauro Forghieri

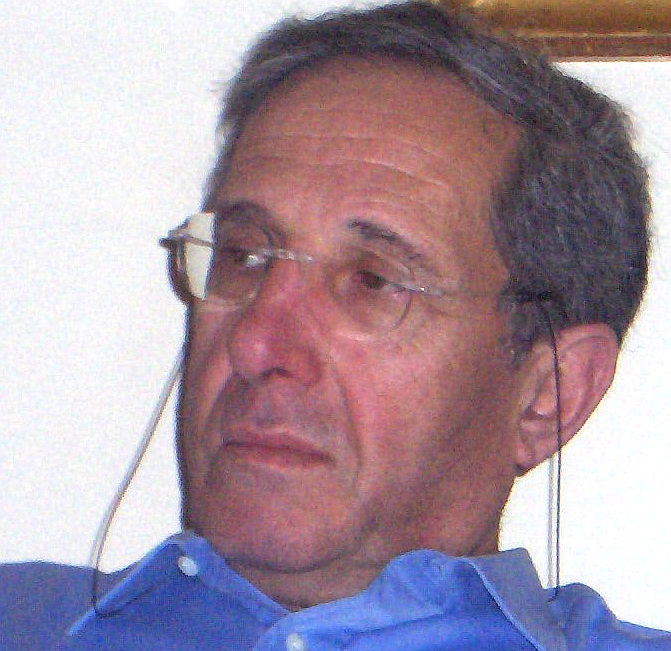
Mauro Forghieri

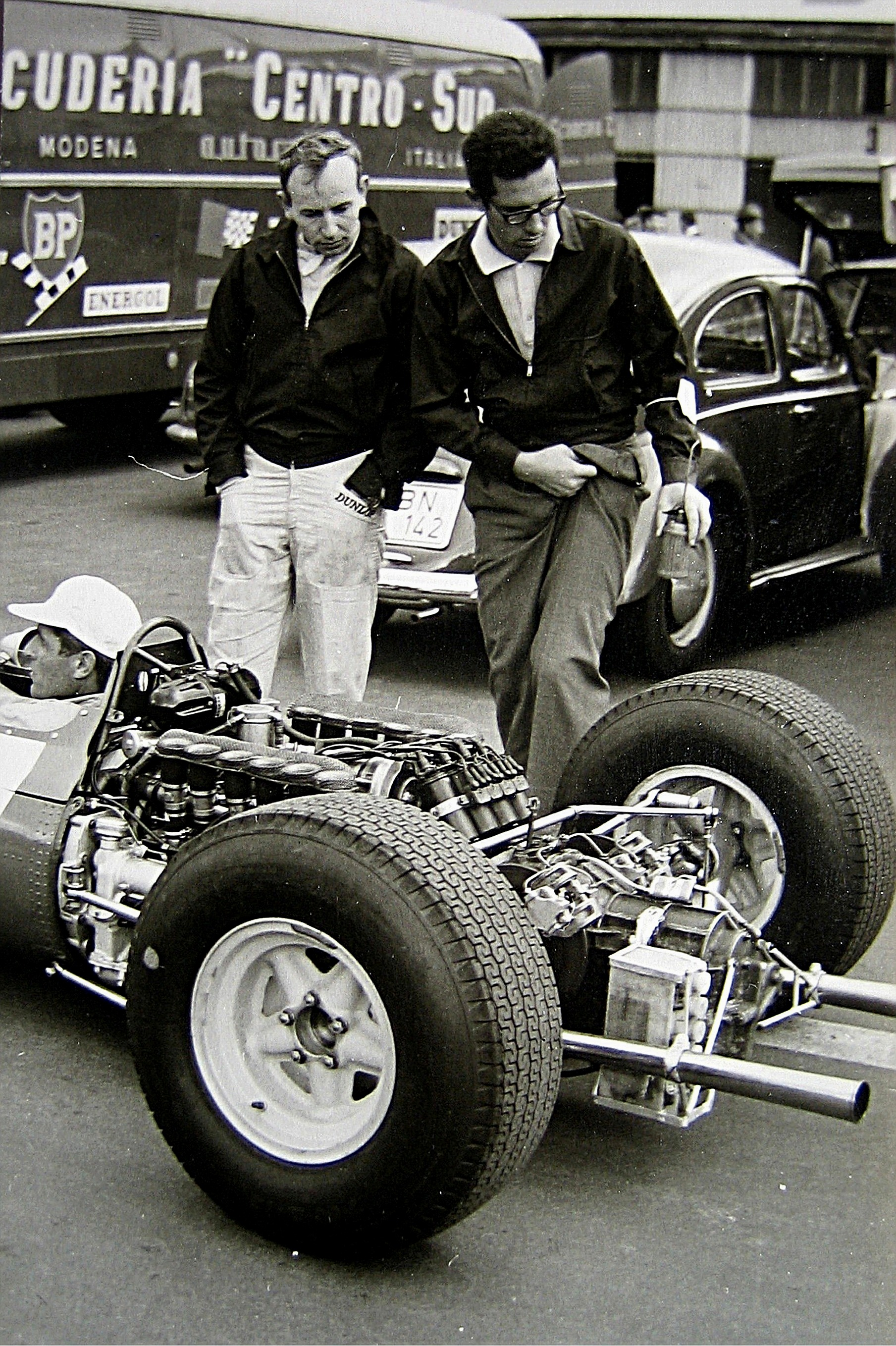
Mauro Forghieri (r.) mit John Surtees 1965 im Fahrerlager des Nürburgrings

Mauro Forghieri (* 13. Januar 1935 in Modena; † 2. November 2022 ebenda) war ein italienischer Motoren- und Rennwagen-Konstrukteur.

## Karriere
Forghieri studierte an der Universität Bologna Maschinenbau, promovierte und begann eine Lehrtätigkeit, plante aber nach Kalifornien zu gehen, um dort in der Luftfahrtindustrie zu arbeiten.

### Ferrari
Forghieris Vater, der in den 1930er-Jahren für Ferrari gearbeitet hatte, setzte sich bei Enzo Ferrari für seinen Sohn ein, der das darauf folgende Stellenangebot 1960 annahm. Nur zwei Jahre später, im Alter von 26 Jahren, wurde Forghieri Sportdirektor und Chefdesigner und Eugenio Dragoni wurde Teamchef im Ferrari-Rennteam. 1970 wurde er Technischer Direktor. Er entwickelte die Wagen ebenso wie die Motoren, mit denen Ferrari vier Fahrer-Weltmeisterschaften mit John Surtees (1964), Niki Lauda (1975 und 1977) und Jody Scheckter (1979), sowie sieben Konstrukteurstitel gewann.
1981 verpflichtete Ferrari den britischen Konstrukteur Harvey Postlethwaite als Unterstützung für Forghieri. Die Zusammenarbeit funktionierte allerdings nicht wie gewünscht und nach einigen politischen Querelen und ausbleibendem Erfolg wurde Forghieri 1985 in eine andere Entwicklungsabteilung versetzt, während Postlethwaite allein die Verantwortung für den Formel-1-Bereich trug. Forghieri blieb bis 1987 bei Ferrari und wechselte dann zu Lamborghini Engineering.

#### Forghieris Ferraris

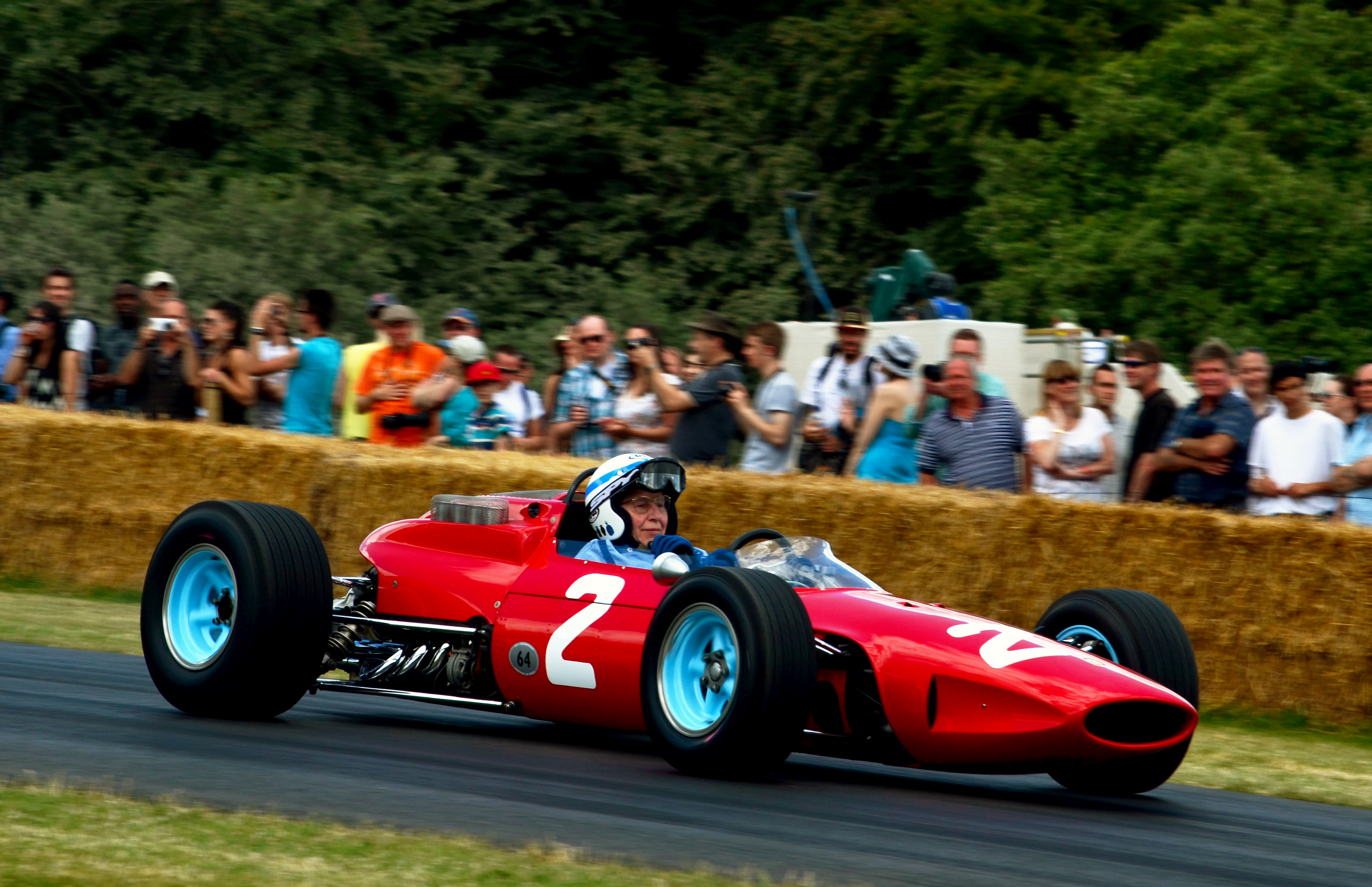
Ferrari 158 (1964–1965)
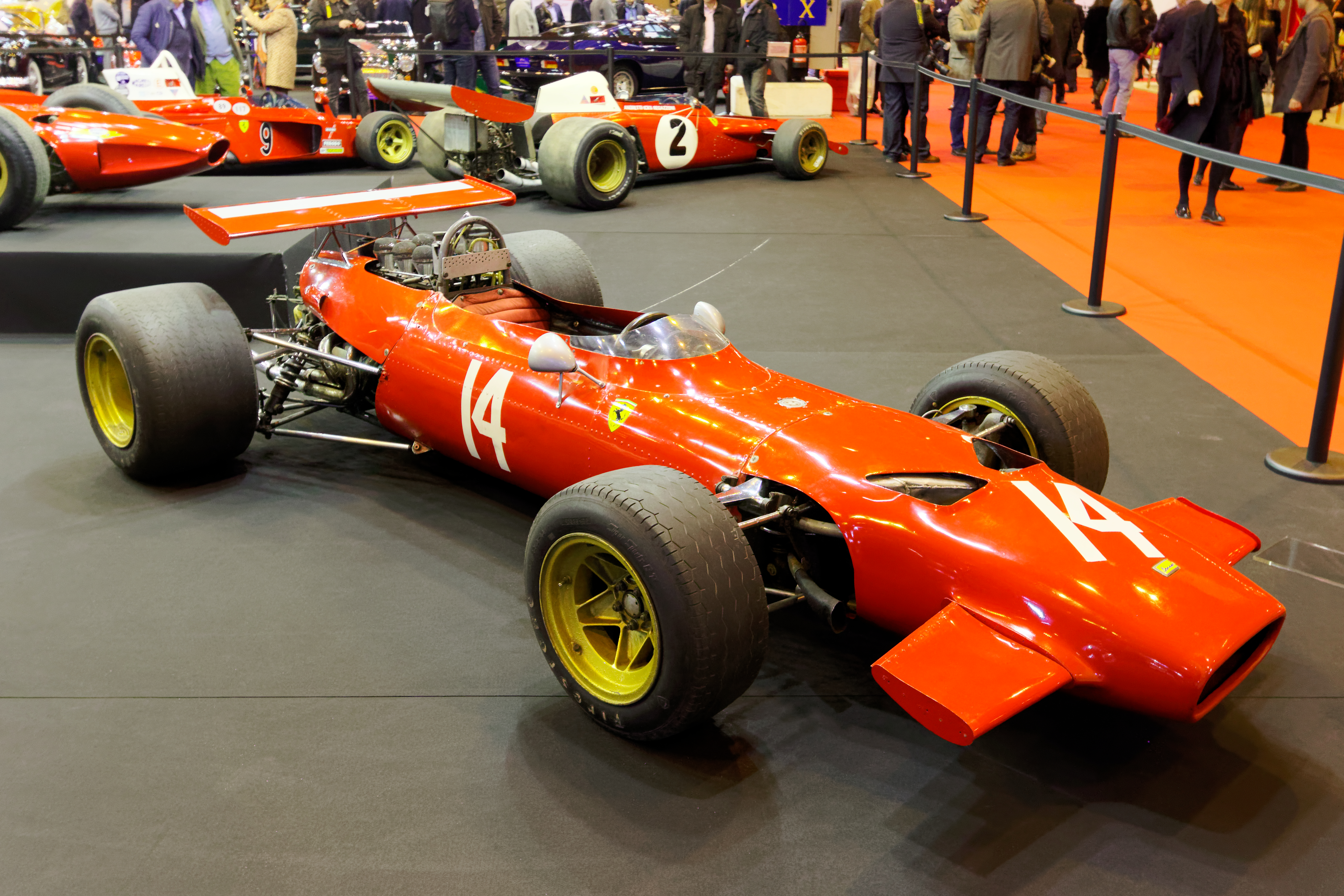
Ferrari 246 Tasman (1966–1969)
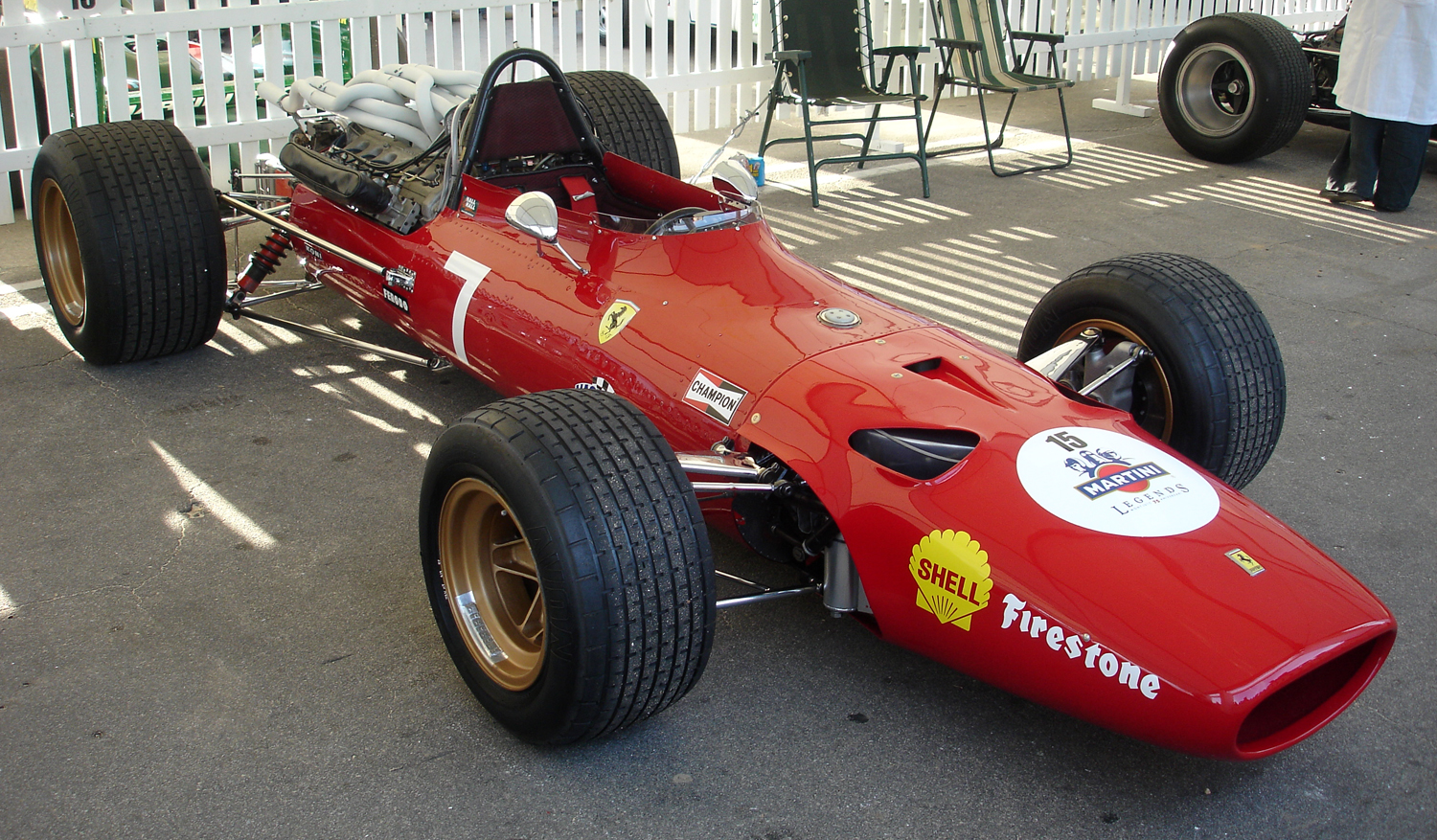
Ferrari 312 F1 (1966–1969)
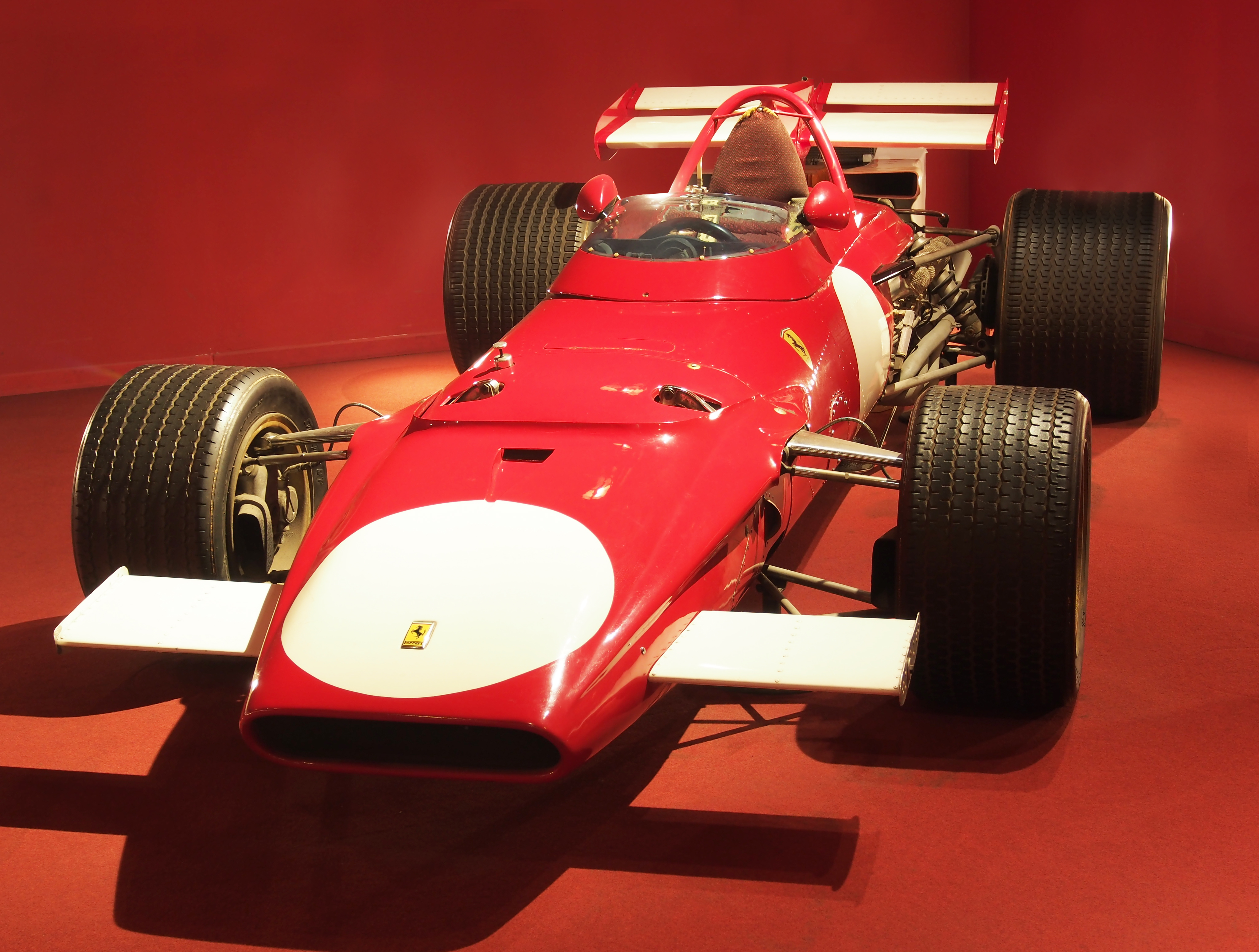
Ferrari 312 B (1970)
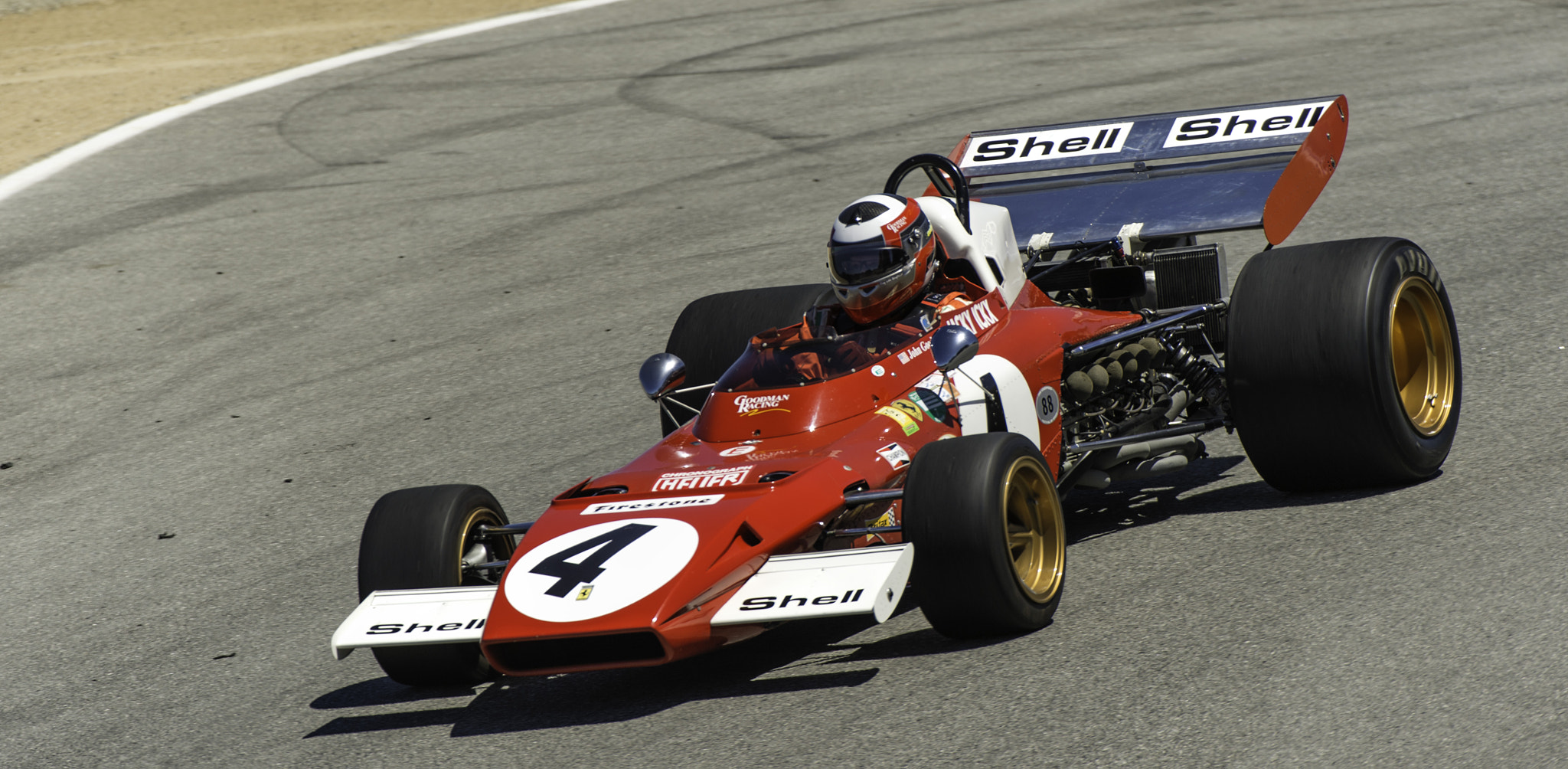
Ferrari 312 B2 (1971–1973)
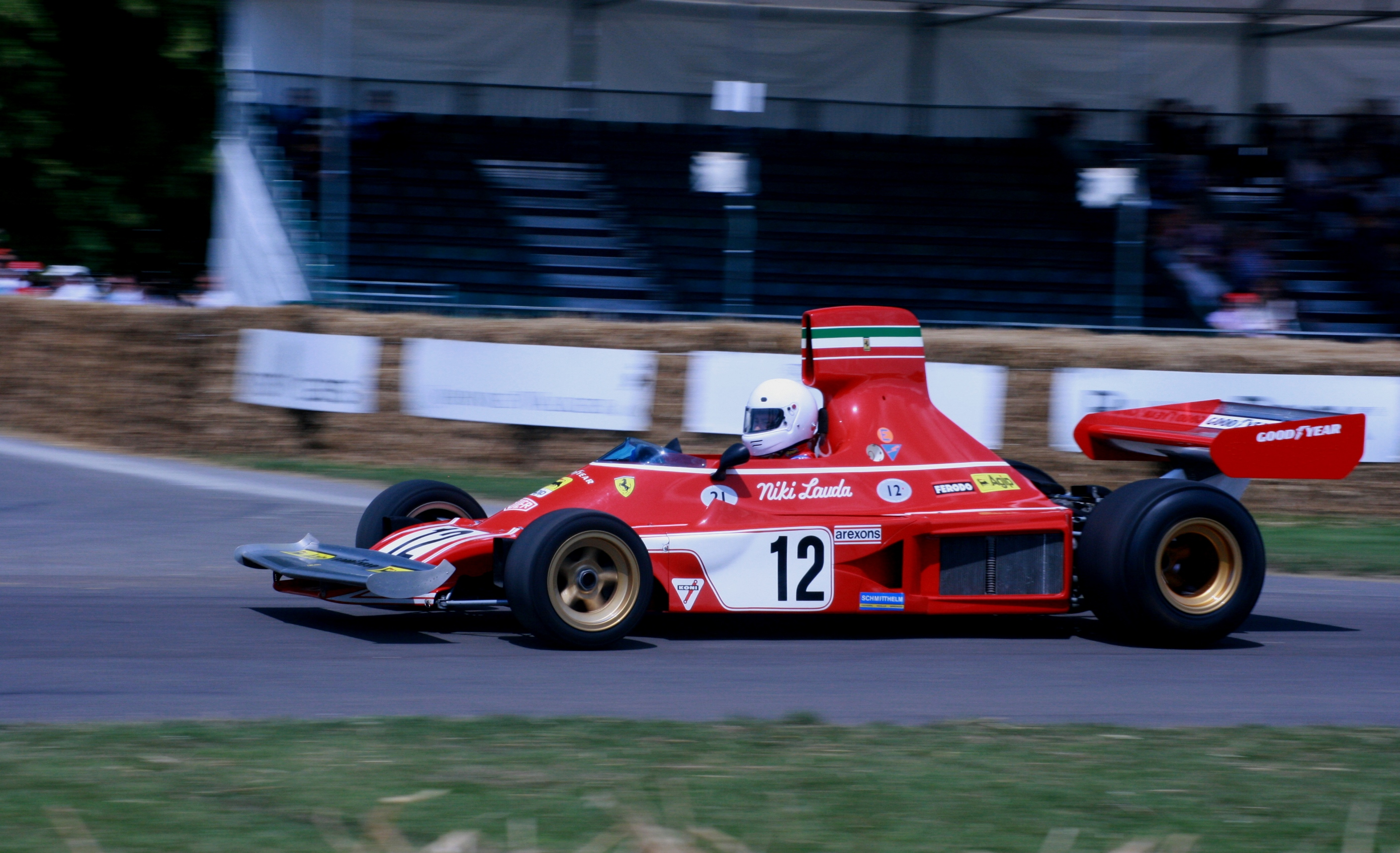
Ferrari 312 B3 (1973–1974)
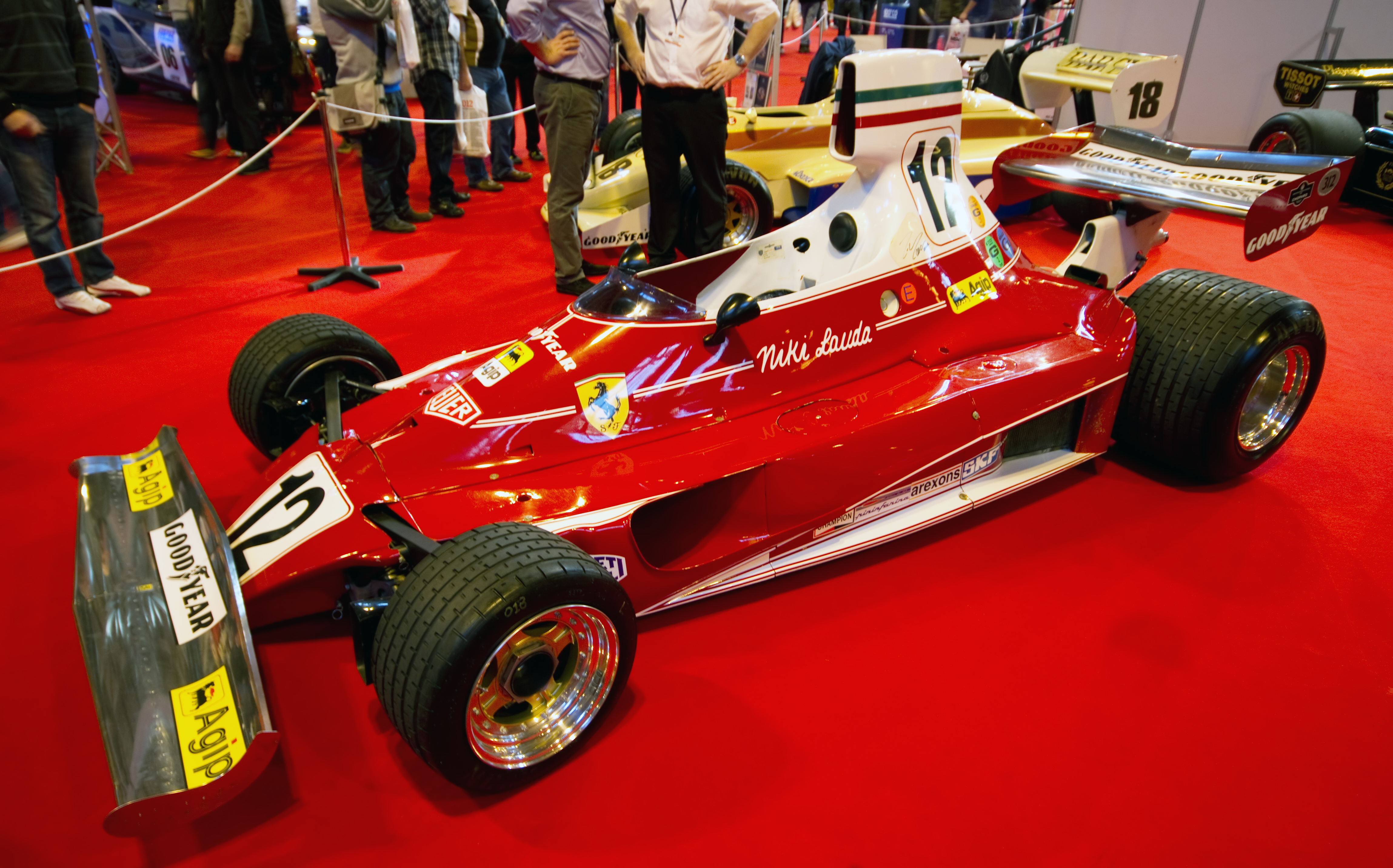
Ferrari 312 T (1975–1976)
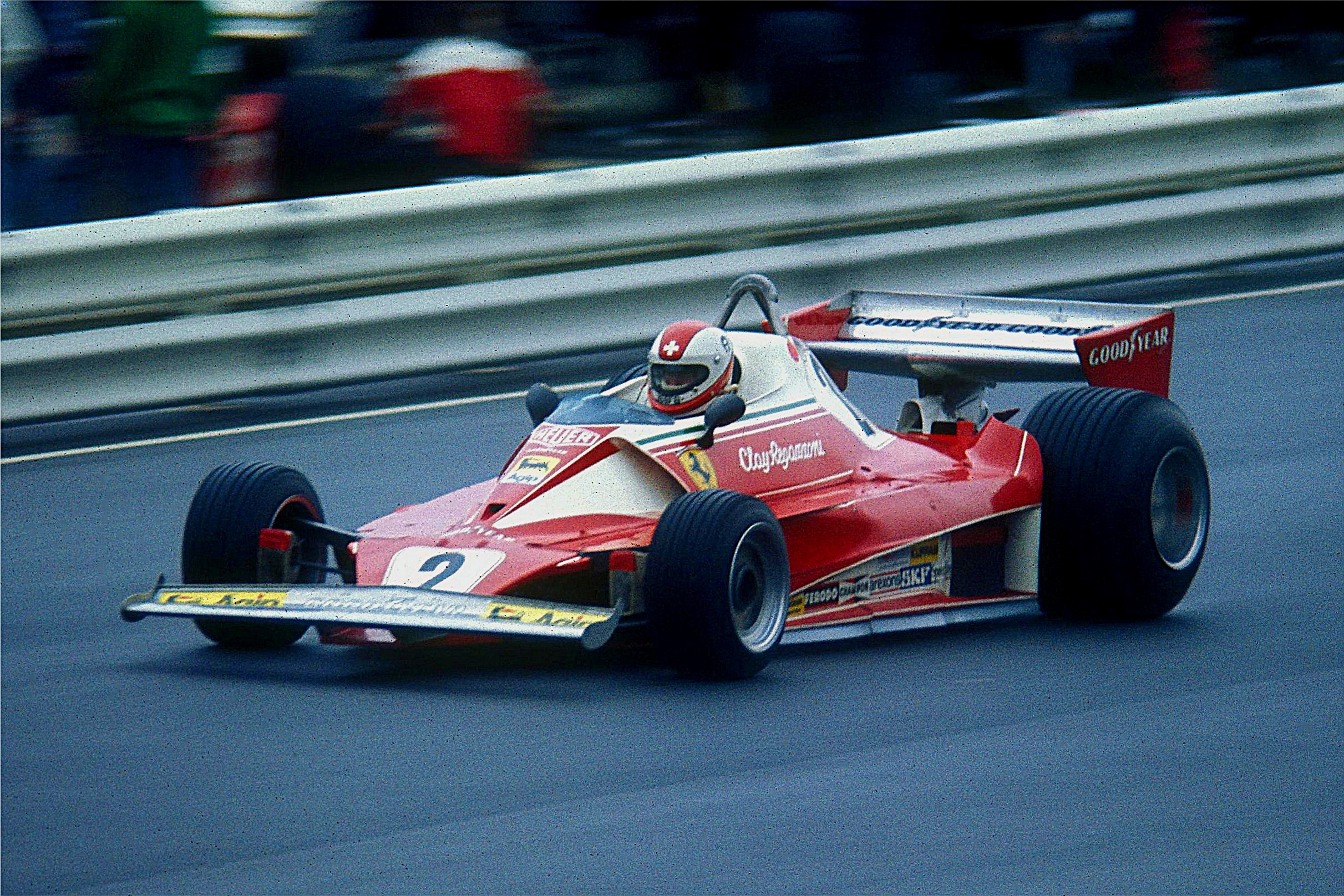
Ferrari 312 T2 (1976–1978)
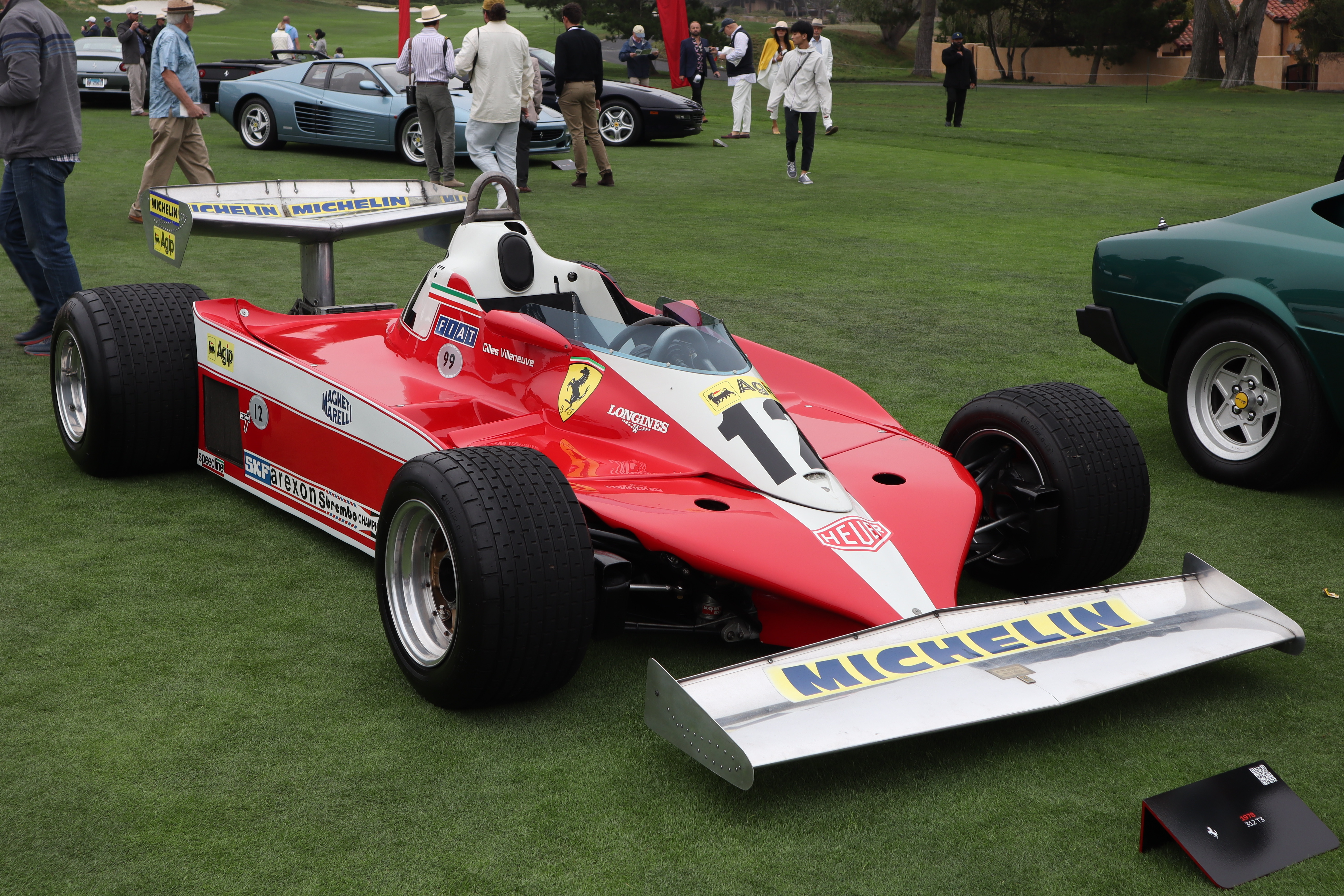
Ferrari 312 T3 (1978–1979)
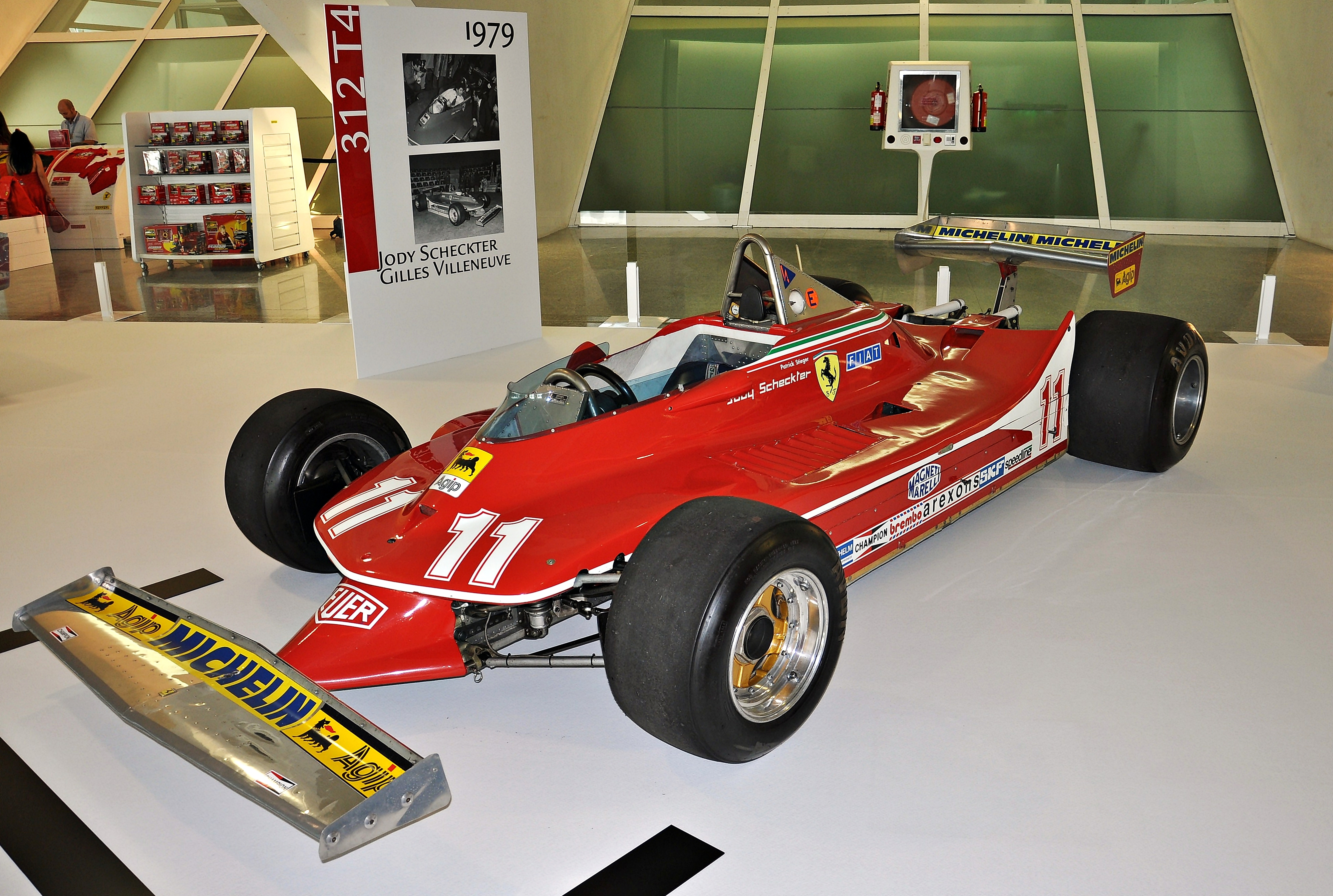
Ferrari 312 T4 (1979)
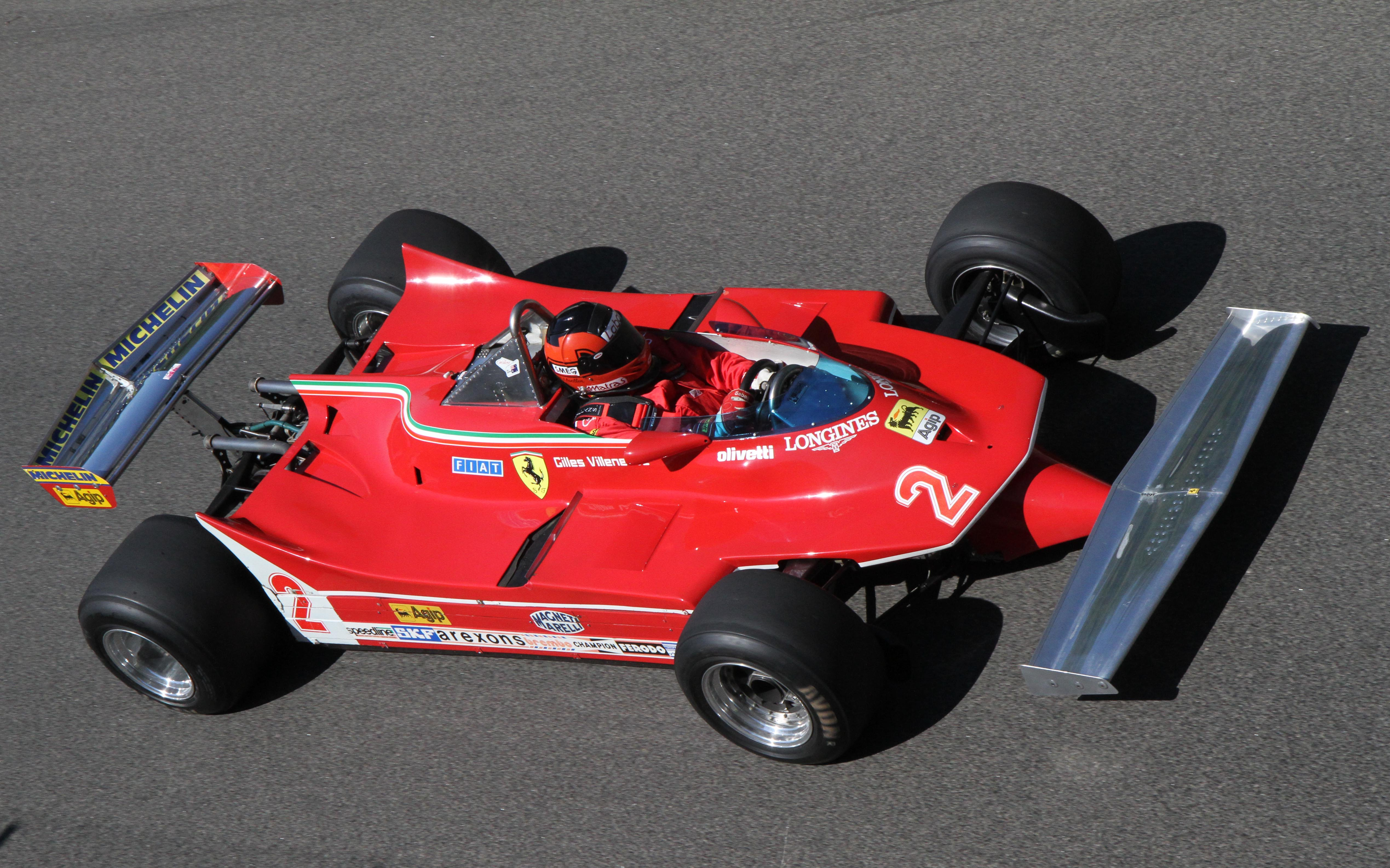
Ferrari 312 T5 (1980)

### Lamborghini
Lamborghini Engineering war ein auf Initiative des Chrysler-Chefs Lee Iacocca gegründeter Zweig von Lamborghini. Ziel des neuen Unternehmens unter dem Chef Daniele Audetto war zunächst die Entwicklung eines Formel-1-Motors. Forghieri konstruierte einen V12-Saugmotor, der ab der Saison 1989 im Larrousse-Team eingesetzt wurde, später aber auch von anderen Teams wie Lotus oder Équipe Ligier. 1990 entwickelte Forghieri für Lamborghini Engineering ein Formel-1-Chassis, das nach einem glücklosen Start mit einem mexikanischen Unternehmer 1991 ein Rennstall namens Modena Team einsetzte. Forghieri war 1991 technischer Leiter des Teams. Nachdem der Betrieb des Rennstalls Ende 1991 eingestellt worden war, kehrte Forghieri zu Lamborghini Engineering zurück und betreute die Kundenmotoren, die bis 1993 in der Formel 1 liefen.

### Nach der Formel 1
1992 entwickelte Forghieri für Enel einen Minivan mit Elektro-Antrieb. Ende 1992 übernahm er den Posten des Technischen Leiters bei Bugatti, wo er bis 1994 blieb. Im selben Jahr gründete er gemeinsam mit Franco Antoniazzi und Sergio Lugli in Modena die Firma Oral Engineering, ein Unternehmen für Motorenkonstruktion und Entwicklung.
Forghieri war Teil der Expertenkommission, die für die Gerichtsverhandlung die Umstände von Ayrton Sennas Unfalltod beim Großen Preis von San Marino 1994 klären sollte.
Mauro Forghieri starb am 2. November 2022 im Alter von 87 Jahren.

## Veröffentlichungen (Auswahl)
- zusammen mit D. Buzzonetti: Mauro Forghieri. 30 anni di Ferrari e oltre. Giunti, Prato 2008, ISBN 978-88-09-06209-2.
- zusammen mit D. Buzzonetti: La Ferrari secondo Forghieri. Dal 1947 ad oggi. Giorgio Nada Editore, Vimodrone 2012, ISBN 978-88-7911-537-7.
- zusammen mit M. Giachi, D. Buzzonetti: Capire la Formula 1: i segreti della sua evoluzione dagli anni ’60 a oggi. Minerva, Argelato 2017, ISBN 978-88-7381-943-1.